# 최종 사용자

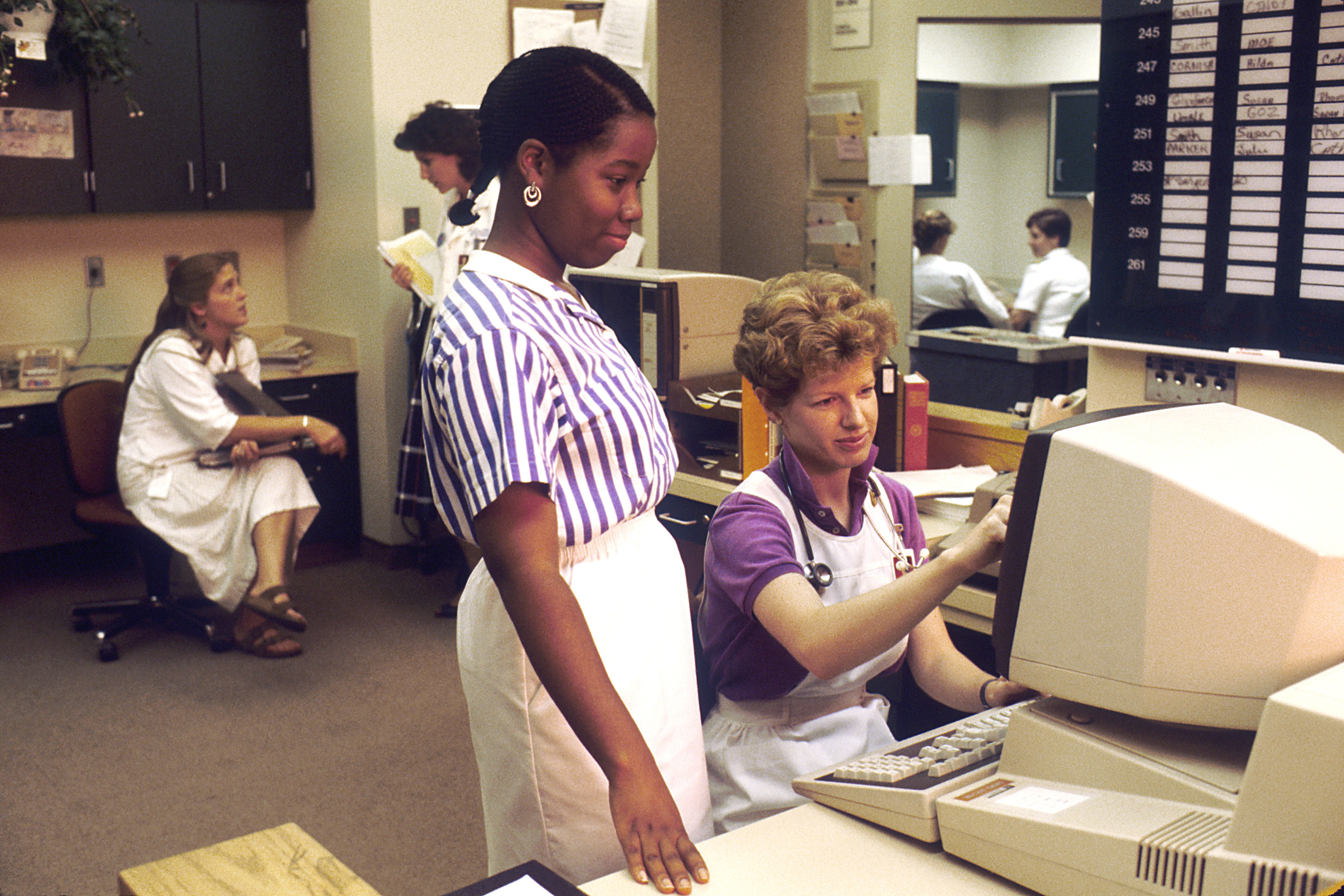
정보 시스템 최종 사용자로서의 간호사

최종 사용자(最終使用者, 영어: end-user)는 궁극적으로 제품을 사용하는 사용자가 되는 사람을 의미한다. 경제학에서 유통 분야에서는 생산자가 만든 물품을 중간과정에 상관없이 구입하여 사용하는 가장 마지막 단계에 있는 소비자를, 법적으로는 컴퓨터 소프트웨어를 사용할 수 있도록 소프트웨어 사용권 동의(EULA)에 동의한 일반 사용자를 지칭한다.

## 같이 보기
- 최종 사용자 개발